# Нуає-Міссі
Нуає-Міссі (фр. Noyers-Missy) — колишній муніципалітет у Франції, у регіоні Нижня Нормандія, департамент Кальвадос. Нуає-Міссі утворено 1 січня 2016 року шляхом злиття муніципалітетів Міссі i Нуає-Бокаж. Адміністративним центром муніципалітету є Нуає-Бокаж.

## Історія
1 січня 2017 року Нуає-Міссі, Ле-Лошер i Турне-сюр-Одон було об'єднано в новий муніципалітет Валь-д'Аррі.